# Vila Nova de Paiva
Vila Nova de Paiva – miejscowość w Portugalii, leżąca w dystrykcie Viseu, w regionie Centrum w podregionie Dão-Lafões. Miejscowość jest siedzibą gminy o tej samej nazwie.

## Demografia
| Liczba ludności gminy Vila Nova de Paiva (1801–2011) | Liczba ludności gminy Vila Nova de Paiva (1801–2011) | Liczba ludności gminy Vila Nova de Paiva (1801–2011) | Liczba ludności gminy Vila Nova de Paiva (1801–2011) | Liczba ludności gminy Vila Nova de Paiva (1801–2011) | Liczba ludności gminy Vila Nova de Paiva (1801–2011) | Liczba ludności gminy Vila Nova de Paiva (1801–2011) | Liczba ludności gminy Vila Nova de Paiva (1801–2011) | Liczba ludności gminy Vila Nova de Paiva (1801–2011) | Liczba ludności gminy Vila Nova de Paiva (1801–2011) |
| ---------------------------------------------------- | ---------------------------------------------------- | ---------------------------------------------------- | ---------------------------------------------------- | ---------------------------------------------------- | ---------------------------------------------------- | ---------------------------------------------------- | ---------------------------------------------------- | ---------------------------------------------------- | ---------------------------------------------------- |
| 1801                                                 | 1849                                                 | 1900                                                 | 1930                                                 | 1960                                                 | 1981                                                 | 1991                                                 | 2001                                                 | 2004                                                 | 2011                                                 |
| 704                                                  | 4686                                                 | 6954                                                 | 7400                                                 | 8 931                                                | 6420                                                 | 6088                                                 | 6141                                                 | 6319                                                 | 5 176                                                |

## Sołectwa
Sołectwa gminy Vila Nova de Paiva (ludność wg stanu na 2011 r.)
- Alhais – 522 osoby
- Fráguas – 217 osób
- Pendilhe – 519 osób
- Queiriga – 450 osób
- Touro – 918 osób
- Vila Cova à Coelheira – 1109 osób
- Vila Nova de Paiva – 1289 osób